# Leisure Suit Larry: Wet Dreams Don't Dry
Leisure Suit Larry: Wet Dreams Don't Dry (litt.: Leisure Suit Larry : Les rêves mouillés ne sèchent jamais) est un jeu vidéo d'aventure développé par la firme allemande CrazyBunch. Annoncé le 23 mai 2018 avec un teaser, le jeu est sorti le 7 novembre 2018 sur Windows et Macintosh sur la plateforme Steam.
Pour la première fois dans la série des Leisure Suit Larry, Al Lowe ne semble pas être impliqué dans un épisode dont Larry Laffer est le protagoniste.

## Particularités
- Selon les premières images officielle du jeu, Larry ne semble plus avoir la même carrure.

## Critiques
Ce jeu vidéo a été testé par plusieurs sites de jeux vidéo comme Gameblog ou Gamekult